# Bol (film)
Pour les articles homonymes, voir Bol.
Pour plus de détails, voir Fiche technique et Distribution.
Bol (en ourdou بول : parole ou mot(s)) est un film pakistanais réalisé par Shoaib Mansoor, sorti en 2011.

## Synopsis
Zainab va bientôt être pendue. Elle raconte son histoire aux médias avant son exécution. 
Elle a grandi auprès de ses parents, son père Hakim et sa mère, de ses six sœurs et de Saifi, qui est hijra. Le mari de Zainab la maltraite parce qu'elle n'a pas d'enfant. Elle retourne alors chez ses parents. Voyant que sa mère continue d'être enceinte et d'avoir des enfants mort-nés, elle arrange la ligature de ses trompes à l'insu de son père.
Quand Hakim apprend que Saifi a été violée à son travail, il la tue en l'étouffant quand tout le monde dort. Il doit payer un pot-de-vin aux policiers pour que la mort passe pour naturelle. Il se sert dans une somme d'argent qu'on lui a prêté, mais pour la rendre, il doit faire appel à un proxénète, Saqa. Celui-ci sait qu'Hakim ne peut avoir que des filles. Saqa demande en échange à Hakim d'épouser sa fille Meena, et de lui donner la fille qu'ils auront, pour qu'elle travaille pour lui.
Tout cela conduira au crime pour lequel Zainab va être pendue.

## Distribution
- Humaima Malik : Zainab
- Manzar Sehbai : Hakim Shafatullah
- Shafqat Cheema : Saqa Kanjar
- Iman Ali : Meena
- Atif Aslam : Mustafa
- Irfan Khoosat : maître Akhtar Hussain
- Zaib Rehman : Surrayya Jehan
- Amr Kashmiri : Saifi
- Mahira Khan : Ayesha

## Récompenses
- Lux Style Awards 2012 : meilleur film[1]
- London Asian Film Festival 2012 : meilleur film[2]
- Fukuoka International Film Festival 2012 : prix du public[3]
- Pakistan Media Awards 2012 : meilleur film de l'année, et meilleure actrice pour Humaima Malik
- Association sud-asiatique pour la coopération régionale Film Awards : meilleur acteur pour Manzar Sehbai